# Скрупы
Скрупы (англ. Scrope, лат. Escrop) — английский дворянский род нормандского происхождения. Возвышение рода началось в начале XIV века. Позже разделился на 2 основные ветви: Скрупов из Болтона и Скрупов из Месема. Представители рода носили титулы барона Скрупа из Болтона, барона Скрупа из Месема, графа Уилтшира и графа Сандерленда. Пик могущества рода пришёл на 1350-е — 1450-е годы, после чего его значение снизилось. Хотя во время правления Ричарда III положение семьи было на некоторое время восстановлено, но после восшествия на престол Генриха VII Скрупы перестали играть значительную роль в английской политике.

## История

### Происхождение рода
Считается, что род Скрупов имел нормандское происхождение. В 1385 году сэр Роберт Гровенор, рыцарь из Чешира, пытался оспорить право сэра Ричарда Скрупа использовать на гербе лазурь. В результате состоялся судебный процесс, сохранившийся в анналах истории английской аристократии. На нём опрашивались свидетели, чтобы прояснить происхождение Скрупа, однако мало кто мог сообщить подробности происхождения рода; многие из них просто заявили, что родословная Скрупов восходит к Нормандскому завоеванию Англии. Однако каких-то доказательств такого происхождения не существует. Самая ранняя генеалогия рода была составлена в XVII веке, но утверждения о том, что род известен со времён завоевания, больше говорят о том, что представители рода верили в благородное происхождение.
В XIX веке разные исследователи пытались составить генеалогию рода. Первым такую попытку предпринял в 1832 году сэр Николас Харрис Николас в труде «Scrope and Grosvenor Roll». Задача исследователя усложнялась тем, что представители двух ветвей Скрупов, из Болтона и Мэшема, использовали одинаковые имена. Кроме того, о роде сохранились достаточно скудные свидетельства. Бриджит Вейл, которая проводила исследование по истории рода Скрупов, итогом которой стала защищённая в 1987 году докторская диссертация, отмечает, что, несмотря на свои достоинства, работа сэра Николаса содержит некоторые генеалогические ошибки, связанные с чрезмерной зависимости работы от показаний ненадёжных свидетелей. Так родоначальником Скрупов назывался Ричард Скроб, владевший во второй половине XI века землями в Шропшире и Херефорде. Это мнение было опровергнуто сэром Чарльзом Клеем, который указал, что никто из потомков Ричарда не носил родовое прозвание Скроп; кроме того, по его мнению не существует каких-то установленных связей между этим родом и семьёй Скрупов. Исследователь фактически доказал, что представители рода Скрупесов (англ. Scrupes) или Крупесов (англ. Crupes), имевшие владения в Глостершире, Беркшире и Оксфордшире, не могут быть связаны, как предполагал сэр Николас, с родом Скрупов, имевшим владения в Линкольншире и Йоркшире.
По мнению Вейл, самыми надёжными источниками по ранней генеалогии Скрупов являются «The Complete Peerage» и «Early Yorkshire Families» Чарльза Клея. Однако связь упоминавшегося в 1215 году Симона Скрупа с предыдущими поколениями семьи с полной достоверностью указать невозможно.

### Ранняя история рода
Самым ранним известным представителем рода был Ричард Скруп, упоминавшийся в 1139—1147 годах. Он очень удачно женился на Агнес де Клер, дочери Ричарда Фиц-Гилберта де Клера, барона Клера из Торнбриджа. Её родная сестра была женой Гилберта де Ганта, графа Линкольна. Сохранилась хартия, датированная 1184/1185 годом, согласно которой графиня Алиса де Гант, дочь Гилберта, подтвердила своему двоюродному брату Роберту Скрупу, сыну Ричарда и Агнес, дарение поместья Бартон-апон-Хамбаре. Этот Роберт упоминается в 1166 году как держатель рыцарского фьефа.
Известно, что сыном Роберта Скрупа был Уолтер Скруп, унаследовавший половину рыцарского фьефа отца в Бартоне. Другую половину унаследовал Филипп Скруп, который, предположительно, также был сыном Роберта. В 1215 году упоминается Симон Скруп. Есть косвенные свидетельства, которые позволили сделать Бриджит Вейл вывод, что он был младшим из братьев, которому, судя по всему, досталась лишь малая часть отцовского наследства. В марте 1206 года 2 дочери Филиппа заключили Симоном соглашение, по которому передали ему Флотманби в обмен на ежегодную ренту для них и их матери.
Судя по всему, до конца XIII века ни один из представителей рода Скрупов не получал рыцарского статуса. Однако уже в XII веке они оказались включены в широкий класс сословия, который современные историки называют рыцарским. Их включение обосновано тем, что Роберт Скруп в 1166 году владел 1 рыцарским Фьефом. Позже он был разделён на 2 половины: одна включала поместье Бартон-апон-Хамбар (Северный Линкольншир), вторая - Флотманби (Восточный райдинг Йоркшира), одном из трёх йоркширских поместий, входивших в состав владений Гилберта де Ганта, графа Линкольна. Судя по всему, Роберт в 1166 году был одним из крупных арендаторов во владениях Гантов. Эти поместья до начала XIII века составляли основу территориальных владений Скрупов.
От сыновей Роберта пошли 3 ветви рода. Родоначальником старшей, Бартонской ветви, Уолтер Скруп, получил половину отцовских владений — земли в Северном Линкольншире с центром в Бартоне. Она просуществовала до начала XIV и угасла со смертью Джойса Скрупа в 1305 году. Вероятный второй сын Роберта, Филипп Скруп, получил другую половину владений — земли в Западном Райдинге с центром во Флотмамби, став родоначальником второй ветви, Скрупов из Флотмамби. Впрочем эта ветвь угасла достаточно быстро: у Филиппа было только 2 дочери: бездетная Матильда и Элис, оставившая от брака с Иво де Стэкстоном только бездетную дочь Агнес. Чтобы не потерять родовые владения, сёстры продали их дяде, Симону Скрупу, который после смерти отца практически ничего не получил. Он стал родоначальником самой известной ветви рода.
Судя по всему, 1-я четверть XIII века была тяжёлой для Скрупов. В итоге Симон Скруп начал передавать свою землю в Восточном райдинге  Бридлингтонскому монастырю. Хотя отданные владения были небольшие (4 тофта и 11 акров во Флотмариби), при сыне и наследнике Симона, Генри Скрупе, передача земли продолжилась. В итоге Генри передал монастырю оставшиеся владения рода в Восточном райдинге. Однако у него остались земли в Уэнсли в Северном райдинге, которые в род Скрупов принесла в качестве приданого его мать.
Точные причины, побудившие Генри отказаться от части земель, неизвестны. Бриджит Вейл высказала предположение, что либо Генри нуждался в деньгах, либо ему, было сложно удерживать владения в географически разрозненных регионах. Однако миграция семьи в Северный райдинг имела фундаментальное значение для будущего роста благосостояния семьи.
Об истории рода в XIII века известно немного, за почти полвека о Скрупах почти ничего не говорится. Возможно, что кроме финансовых проблем у них были и политические проблемы, поскольку многие землевладельцы Линкольншира и Ричмондшира были в оппозиции к королю Иоанну Безземельному. Известно, что кто-то из Скрупов владел Конингтоном в Холдернессе, но происхождение этой ветви не установлено. Некий Симон Скруп из Конистона в Холдернессе (Восточный райдинг Йоркшира) был настолько беден, что был вынужден отправиться за границу. Во время его отсутствия земли были захвачены Саером де Саттоном, выгнавшим дочь Симона Эмму, утверждая, что наследовать владения должен её брат Николас. Он владел Конистоном до самой смерти, после чего Эмма выгнала сына Саттона на основании судебного приказа о незаконных действиях. Позже из-за границы вернулся её брат и вступил в наследство. Позже Эмма подала иск и против него, в результате чего Николас разделил с ней наследство. В 1280 году Эмма была повешена по приговору суда за какое-то уголовное преступление, но какие именно основания были для казни неизвестно.

### Начало возвышения
Основы для возвышения рода заложил Уильям Скруп (умер около 1312), сын Генри. Он был достаточно активен в Северном райдинге, а также смог упрочить территориальное положение рода, женившись на Констанции Фиц-Уильям из Уэнсли. В 1292 и 1293—1294 годах Уильям был судебным приставом в Ричмондшире. Кроме того, он принимал участие в шотландских походах Эдуарда I. Во многом возвышению рода в начале XIV века способствовал и тот факт, что своих сыновей, Генри (умер 7 сентября 1336) и Джефри (умер 2 декабря 1340) Уильям отдал обучаться на юристов, после чего они сделали карьеру в качестве судей при королевском дворе, где последовательно занимали должность главного судьи суда королевской скамьи. Им удалось значительно укрепить положение семьи в Северном райдинге Йоркшира, ставшим территориальной базой для роста семьи. И братья стали родоначальниками двух основных ветвей семьи: Скрупов из Болтона (потомки Генри) и Скрупов из Месема (потомки Джеффри). Следующее поколение семьи смогло повысить свой статус до баронского.

### Скрупы из Болтона
Родоначальником этой ветви стал Ричард (около 1327 — 30 мая 1403), один из сыновей судьи Генри ле Скрупа, отличившийся на военной службе под началом Джона Гонта, герцога Ланкастера. Ему удалось расширить свои владения и в 1371 году получить титул барона Скрупа из Болтона. Во время правления Ричарда II он занимал должность канцлера Англии, но позже попытался ограничить расточительность короля, попал в немилость и отправился в отставку. Из его сыновей старший, Уильям (1351 — 29 июля 1399) был одним из главных сторонников Ричарда II, получив от него в 1397 году титул графа Уилтшира, но во время свержения короля был казнён в 1399 году Генрихом Болингброком, позже ставшим королём под именем Генриха IV. Несмотря на казнь сына, барон Скруп поддержал свержение Ричарда II и сохранил владения. Он умер в 1403 году, оставив владения и титул второму сыну, Роджеру.
Потомки Роджера владели титулом до 1630 года. Последним представителем этой ветви был Эмануэль Скруп, 11-й барон Скруп из Болтона (1 августа 1584 — 30 мая 1630). В 1627 году он получил титул графа Сандерленда, но вскоре умер, не оставив законного потомства. Огромные поместья Болтонов были разделены между его незаконнорождёнными детьми, титул графа Сандерленда угас, а титул барона Скрупа из Болтона перешёл в состояние ожидания.

### Скрупы из Месема
Родоначальником этой ветви стал Генри (около 1312 — 31 июля 1391), сын Джеффри ле Скрупа. Он принимал участие в ряде сражений Столетней войны, а в 1350 году получил титул барона Скрупа из Месема. Поскольку его двое старших сыновей умерли бездетными раньше отца, владения и титул унаследовал 3-й сын, Стефан (около 1345 — 25 января 1406). 4-й же сын, Ричард (около 1350 — 8 июня 1405) сделал церковную карьеру. В 1398 году он стал архиепископом Йоркским. Ричард поддержал свержение Ричарда II в 1399 году, но в 1405 году принял участие в восстании северных лордов против Генриха IV и был казнён.
Из сыновей 2-го барона Скрупа из Месема старший, Генри Скруп, 3-й барон Скруп из Месема (умер 5 августа 1415) во время правления Генриха IV был казначеем, но после воцарения Генриха V оказался замешан в Саутгемптонский заговор и был казнён. Детей он не оставил. Его владения и титул были конфискованы, но позже их возвратили младшему брату Джону Скрупу, 4-му барону Скрупу из Месема (около 1388 — 15 ноября 1455).
Потомки Джона владели титулом до 1517 года. Последним представителем ветви был Джеффри Скруп, 11-й барон Скруп из Месема (1467—1517), не оставившего наследников, после смерти которого титул перешёл в состояние ожидания.

### Скрупы из Касл-Комба
Родоначальником ветви стал Стефан Скруп, 3-й сын 1-го барона Скрупа из Болтона. Эта ветвь угасла в 1852 году после смерти Уильяма Скрупа (1772—1852), художника и писателя. Он оставил только дочь, которая вышла замуж за Джорджа Пулетта Томпсона (1797—1876), выдающегося геолога и плодовитого политического писателя, взявшего фамилию Скруп.

## Генеалогия

### Ранняя генеалогия
- Ричард Скруп (умер до 1166); жена: Агнес, дочь графа Херефорда[2].
  - Роберт Скруп (умер в 1190)[2].
    - Уолтер Скруп, родоначальник ветви Скрупов из Бартона[2].
    - (?) Филипп Скруп, родоначальник ветви Скрупов из Флотмамби[2].
    - (?) Роберт Скруп (упоминается в 1189)[11].
    -  (?) Симон Скруп (упоминается в 1225); жена: Инголиана, сестра Ричарда де Катериза[2].
      -  Генри Скруп; жена: Джиллиан, дочь Роберта де Брюна[2].
        -  Уильям Скруп (умер после 1303), судебный пристав графа Ричмонда в Ричмондшире; жена: Констанция, вероятно, дочь Томаса, сына Гилле (Гильде) из Ньюшема[англ.][2][12][13].
          - Генри ле Скруп (до 1268 — 7 сентября 1336), главный судья Англии в 1317—1323 и 1329—1330 годах, главный судья суда казначейства с 1331 года, главный судья суда общегражданских исков в 1333 году, родоначальник ветви Скрупов из Болтона[2][12].
          -  Джеффри ле Скруп (умер в декабре 1340), главный судья Англии в 1324—1329, 1330—1333 и 1337—1338 годах, родоначальник ветви Скрупов из Месема[2][13].

  - (?) Хью Скруп (умер после 1184/1185)[11].
  - (?) Джоселин Скруп (умер после 1184/1185)[11].
  - (?) Ричард Декан Скруп (умер после 1184/1185)[11].
  -  (?) Джон Скруп (умер после 1184/1185)[11].

### Ветвь Скрупов из Бартона
- Уолтер Скруп из Бартона[2].
  -  Джойс Скруп[2].
    -  Роберт Скруп[2].
      -  Джойс Скруп (умер в 1305); жена: Джоан де Осгодби[2].

### Ветвь Скрупов из Флотмамби
- Филипп Скруп из Флотмамби (умер в 1205); 1-я жена: Грейс; 2-я жена: Элис[2][11].
  - (от 2-го брака) Матильда Скруп; муж: Томас де Уилларби[2][11].
  -  (от 2-го брака) Элис Скруп;  муж: Иво де Стэкстон[2][11].
    -  Агнес де Стэкстон[2].

### Ветвь Скрупов из Конистона
- Симон Скруп из Конистона[2].
  - Эмма ле Скруп из Конистона (умерла в 1280)[2].
  -  Николас Скруп[2].